# Грузьке (Фастівський район)
Гру́зьке — село Бишівської сільської громади Фастівського району Київської області, центр Гружчанського старостинського округу. Розташоване в межах південно-західного крила Дніпровсько-Донецької западини за 30 кілометрів на захід від залізничної станції Фастів та за 15 кілометрів на південь від автомагістралі «Київ — Чоп» (Е-40). Через Грузьке двома струмками протікає невеличка річка Сивка. Населення за переписом 2001 року становило 1092 людини. Станом на 1.01.2013 в селі мешкало 862 особи.

## Походження назви
Згідно з легендою: 
| Грузьке виникло на Брусилівському торговому шляху. Одного разу їхали цим лісовим шляхом серед непрохідних хащ та грузьких боліт двоє селян-втікачів. На Київщині була весна, і їхні коні ледь долали розмиту талими снігами дорогу. А на місці сучасної Грузької вони натрапили на болото, що «ні пішки не пройти, ні возом не проїхать, скрізь тілько Грузька». А місце було не погане і земля — хоч на хліб маж. І вирішили селяни залишитись на цьому «грузькому» місці. Обжилися, і ніхто не запитував, звідки вони з'явилися. |

## Клімат
Клімат помірно континентальний, літо тепле, зима не дуже холодна, часто бувають відлиги. Весна починається рано, осінь пізно. Середня температура січня −7 °C, липня +18 °C. Опадів 500 мм/рік. В селі часто бувають бездощів'я, коли сума опадів за 10 днів чи більше становить 0 — 1 мм/добу. Бездощові періоди бувають з травня по вересень.

## Природа
Ґрунти дерново-підзолисті, чорноземи, супіщані, піщані, глиняні. Ліси мішані. Тварини і птахи характерні для цих лісів. Іноді на грузецьких болотах можна зустріти рідкісні види перелітних птахів. Так, 9 травня 2012 року поблизу Грузького було зафіксовано могильника з Угорщини на ім'я Panni, віком близько одного року.

## Історія
Зі східного боку від села тягнеться четвертий змієвий вал, виникнення якого, як захисної споруди на шляху до князівської столиці Києва, датується VIII століттям (згідно з дослідженням А. С. Бугая).

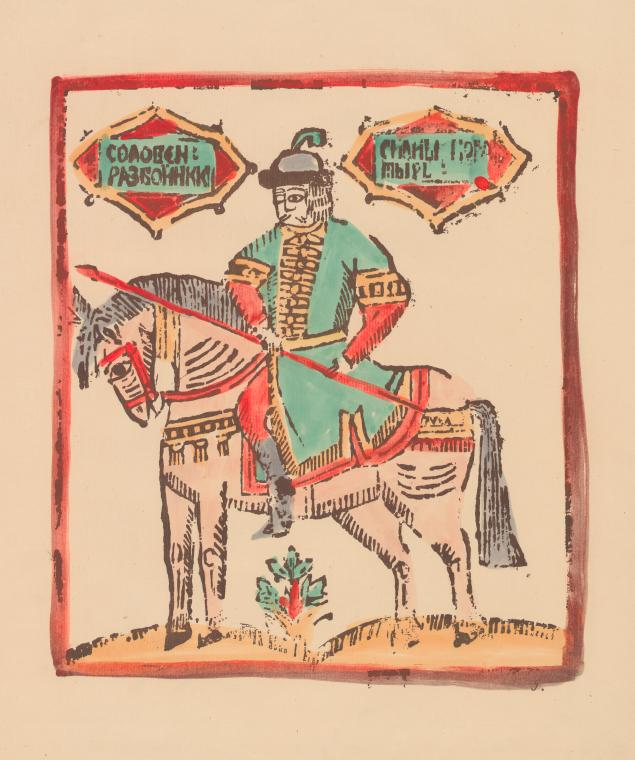
Соловей Розбійник

Згідно з легендою, записаною Едвардом Руліковським, в Грузькому мешкали жінка й діти героя руського епосу Солов'я Розбійника, який звив собі гніздо на дванадцяти дубах в пущі, де нині село Соловіївка, біля Брусилова (тепер — Житомирська область). Вбивши Солов'я, Ілля Муромець поклав його в труну і їхав через Грузьку. 
| А на дитинці Соловіївої хати застав його жінку і дочку, яка до матері мовила: “Ось, мамо, тато йде!”. “На тобі тата!”, — крикнув Ілля, вкинувши труп у ворота, і поїхав далі.[5] |
Аж до 1648 року, коли в Україні вибухнуло Велике повстання під проводом Богдана Хмельницького, власники містечка Рожева Цетнери намагалися у всякий спосіб повернути собі землі, захоплені власником містечка Бишева Щесним Харлінським. Він нібито на ґрунтах дідичного урочища Лозків, що звалося Коркоші, та на річці їхній Манці заклав слободи Грузька та Ястребна. Можливо, на те були певні підстави, адже в розмежуванні земель між Василем Лозою (власником Рожева), Богушами Гулькевичами (власниками Ясногородки) і Харлінськими (власниками Бишева) від 1574 року знаходимо належні до Рожева Загрузні озера. 1 червня 1578 року згадано урочище Грузькі Руди між Бишевом і Брусиловим. Поселення під назвою Грузька у власності Харлінських вперше згадано 30 липня 1604 року.

### 18 століття

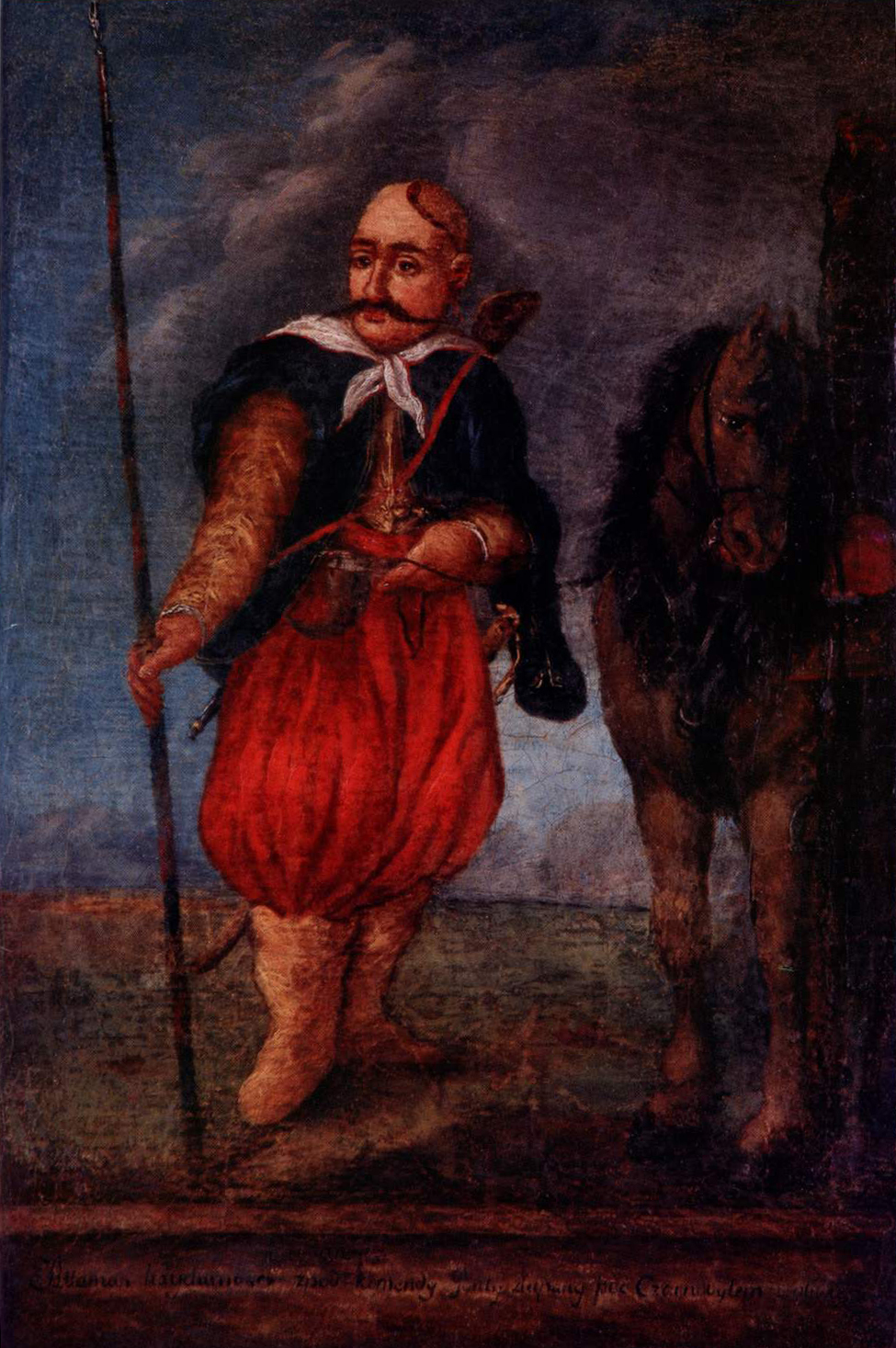
Гайдамацький ватажок Іван Бондаренко

- 1700—1706 — козаки Семена Палія та місцева громада побудували в Грузькій дерев'яну трибанну церкву в ім'я Архистратига Михаїла.
- 1755 — землевласник Діонісій Харлінський побудував нову церкву з дзвіницею.
- 1768 — під час «Коліївщини» Грузька стає центром діяльності гайдамацького загону Івана Бондаренка. Саме тут 12 липня 1768 року козацька рада обирає його полковником повстання надвірних козаків і Грузька ненадовго стає столицею Війська Запорозького[7].

### 19 століття
- 22 січня 1824 — землевласник Леонтій Харлінський дав Францішці Соколовській на рік заставний документ на частину його села Грузької під позику в 4000 рублів сріблом. Після смерті дворянки у 1825 році, її брати Станіслав та Микола Петровські були обмануті Харлінським і отримали замість Грузької іншу маєтність, за якою був борг сумою в 106400 рублів. Петровські змогли відстояти своє право на спадок лише 8 вересня 1828 року. Харлінський був зобов'язаний виплатити свій борг у 4000 рублів та відшкодувати моральні збитки.[8]
- 1840 — після смерті Л. Харлінського грузецький маєток переходить у власність Дарини Феліксівни Фрейґанґ.
- 1841 — суд виділяє частину села Грузької учаснику Польського повстання А. Павші.
- 1842 — судовий акт на розподіл маєтку. Села Козичанку, Пусту Вольшку та Соснівку з грузецького маєтку купує Гаврило Кржижанівський.
- 1843 — продаж з грузецького маєтку сіл Юрівки — Йосипу Блоцькому та Ястребної — Анні Жмієвській.
- 1844 — остаточні розподільчі акти. А. Павша продає свою частину села Д. Ф. Фрейґанґ.
- Жовтень 1850 — заснування хутора Весела Слобода.
- 1851 — перші дані про наявність винокурного заводу в землевласниці Фрейґанґ. Він працював лише в зимовий період, бо влітку всі люди були зайняті сільськогосподарськими роботами.
- 1852 — ремонт церкви Архистратига Михаїла коштом прихожан.
- 1857 — відкриття у селі Грузька церковно-приходської школи.
- 1861—1864 — Селянські заворушення у Грузькій після виходу царського маніфесту про скасування кріпацтва.
- 1862 — єврейські купці придбали у землевласниці 1465 десятин орної землі, 925 неорної, 1114 десятин лісу та винокурний завод.
- 1864 — 216 десятин землі біля Грузької купує Мар'яна Мегедь з Мотовилівки. У другій половині XIX століття за рахунок переселенців із Грузької населення хутора Мар'янівки (Мегедів) становило 46 осіб.
- 1866 — Дарина Феліксівна Фрейґанґ продає маєток у Грузькій своєму чоловікові Василю Васильовичу Фрейґанґу.
- 1866 — село Грузька до 1880 року стає центром Грузецької волості.
- 1867 — селяни вперше після 1861 року викупили у землевласника частину земель.
- 1873 — пожежа на винокурному заводі.
- 70-ті роки XIX століття — заснування на північно-західних грузецьких землях німецької колонії Старицьке.
- 1882 — надання приходській школі окремого будинку.
- 80-ті роки XIX століття — село придбали землевласники Бетулинські.
- 1888 — Ольга Михайлівна Мольська купує винокурний завод.
- З 1890 до 1897 року настоятелем Михайлівської церкви в Грузькій був Михайло Оксентійович Стельмашенко — засновник Гімназії Стельмашенка в Києві. За його каденції архітектором Володимиром Ніколаєвим було спроєктовано нову будівлю церкви, яка була освячена в 1900 році.

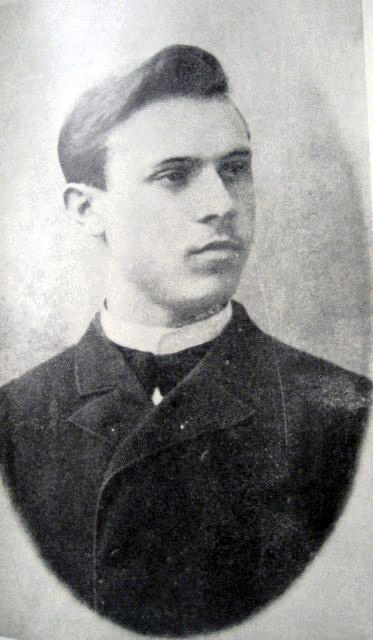
Олександр Кошиць, 1895 рік

- У 1896 році вчителем церковно-парафіяльної школи в Грузькій був Олександр Кошиць[9].
- Початок 90-х років XIX століття — п'ять козацьких сімей (Корній Дорошенко, Середняк-Козак та інші) орендують 25 десятин власницьких земель, на яких засновують хутір Чемерешень (Черемошень). На цьому хуторі, серед численних черемх, проходили майже всі грузецькі весілля кінця XIX — початку XX століття. В той же час навколо села виникають хутори: Перекопане (Перекоп), Зіняк (Зіньок), Князьке, Василівка (Василівщина). На 1900 рік на всіх цих хуторах проживало всього 27 осіб.

На 1900 рік в Грузькій було 159 дворів, проживало 2449 чоловік. Землі було 4976 десятин, з яких землевласникам належало 2654 десятини, церкві — 53, селянам −2259 десятин. Господарство у землевласників велося за дев'ятипільною системою, у селян — за трипільною.
В селі на 1900 рік діяли: православна церква, каплиця, приходська школа, винна лавка, пивна лавка, п'ять торговельних лавок, винокурний завод землевласниці Ольги Вікторівни Бетулинської з вісьмома робітниками під керівництвом Івана Адамовича Саницького, водяний млин, що належав землевласникам, три вітряки, що належали селянам: Михайлу Машовцю, Василю Іванченку, Ємельяну Мирончуку (на кожному млині по одному робітнику), паровий панський млин з двома робітниками. Пожежна частина села Грузька мала чотири бочки та два багри (довга жердина з гаком), що належали селянам, а також насос та три бочки землевласників. На догляд і ремонт пожежної частини землевласники витрачали п'ять рублів на рік. Сільська громада мала один запасний хлібний магазин.
Метричні книги, клірові відомості, сповідні розписи церкви св. Михаїла с. Грузьке Бишівської волості Київського пов. Київської губ. зберігаються в ЦДІАК України.

### 20 століття
- Листопад 1903 — виступ селян села Грузька проти землевласників.
- Початок XX століття — відкриття у Грузькій цегельного заводу. Робочий день на ньому був від чотирьох годин ранку і до заходу сонця. На цеглі, яку виготовляв завод, було викарбувано В. Г. М. (ініціали землевласника — Віктор Генріхович Мольський). Відкриття власниками села бібліотеки для селян, де кожен охочий міг читати газети та книжки.
- 30.07. 1904 — пожежа у Грузькій. Згоріло 35 будинків.
- 1904—1905 — розповсюдження в селі робітниками Київських заводів прокламацій РУП «Страйкуйте», РСДРП «Ко всем. Граждане протестуйте против войны. Требуйте мира», «Царская конституция», «Ко всем рабочим города Киева», «Уроки войны» та інших.
- Літо 1904 — селянські заворушення. 10 чоловік, на чолі з Володимиром Михайловичем Машовцем почали палити скирти, рубати ліс і закликати людей до загального страйку. Вони побили урядника, який намагався їх заарештувати, знищили бібліотеку для селян. Повстання було придушене каральним загоном поліції, у складі 50 чоловік. 30 липня 1907 року суд постановив вислати всіх учасників повстання до Архангельської губернії під нагляд поліції. Причому, В. Машовця на три роки, а всіх інших — на два роки кожного (ЦДІАК України ф.442, оп.857, спр.298, арк.1—27).
- Перше десятиліття XX століття — землевласники відкривають вапельню.
- 20.05.1904 — селянин Аким Коваль підпалив цегельний завод О. М. Мольської. Збитки оцінено в 700 рублів.
- 1907 — після Столипінської реформи заможні селяни купують землю за селом, кількість населення на хуторах швидко зростає, утворюються нові хутори та урочища. Загальна їх кількість досягала 50, населення — майже 500 осіб.
- Квітень 1912 — пожежа, у якій згоріло 12 будинків селян.
- 1914—1916 — Віктор Генріхович Мольський закриває вапельню та цегельний завод, продає обладнання винокурні у Червону Слободу, готується до виїзду за кордон.
- Жовтень 1917 — селяни намагаються увірватися до маєтку землевласників, про що було повідомлено телеграмою в Губернський комісаріат. Родина Мольських від'їздить до Польщі.
- Грудень 1917 — в Грузьку прибули Вільні козаки Центральної Ради. На загальних зборах селян вони отримали перелік людей, які заважають нормальному життю в селі. Згодом, у новорічну ніч, було розстріляно 15 чоловік у Грузькому та чотирьох братів Каратюків на Мар'янівських хуторах.
- 1918 — в селі створено революційний комітет, який очолив Кирило Васильович Лобань. Ревком керував сільською громадою і селом до створення сільської ради. Наприкінці року було утворено Грузьківську сільську раду. Її очолив Іван Сергійович Петрусь.

В період визвольних змагань в Грузьку неодноразово входили різноманітні озброєні загони. Постійний неспокій не давав змоги встановити нормального життя в селі.
- 1919 — Грузьку зайняли денікінці. Під загрозою розстрілу вони наказали селянам зібрати 250 пудів вівса. Овес було зібрано, але в той час з боку села Фасової наступали більшовики. Денікінці покинули все і стали спішно відступати на село Козичанку. Пилип Петрович Голубовський вказав червоним шлях відступу білих, але останні через кілька днів знову зайняли село порубали на цвинтарі, за зраду, голову сільської ради і П. П. Голубовського.
- Травень 1921 — утворено комітет незаможних селян, головою якого обрали спочатку Свирида Антоновича Новика, а незабаром Назара Панасовича Новохатнього. Розподіл власницьких земель. Вся земля поділялась на п'ять категорій (п'ята — піщаний горбок). Замість однієї десятини землі першої категорії можна було брати, наприклад, п'ять десятин п'ятої. Заможним селянам було доручено обробляти землю бідним вдовам, бо останні не мали необхідного інвентарю. У приватному секторі працювала маслобойня та шість вітряків.

Після трирічної перерви відновила роботу школа, з метою подолання неписьменності серед дорослого населення було відкрито хату-читальню.
- 1923 — вперше, під час адміністративно-територіальної реформи, вжито назву Грузьке.
- 1923 — Н. П. Новохатній був обраний головою сільської ради. Вже тоді з його ініціативи починається запекла боротьба із заможними селянами. Людей, які мали в господарстві дві корови або одного, але гарного коня, називали «куркулями», забирали все майно і лишали помирати голодною смертю. Тих, хто опирався, мазали смолою, посипали пір'ям і замикали у сільській раді, глузуючи доти, доки не згодяться віддати майно. Сільська верхівка заохочувала ледарів, які замість того, щоб працювати, грабували своїх же односельців. Відчайдушні спроби трудящих людей чинити опір встановленню нових порядків так ні до чого і не привели. Кількох було репресовано, дехто спродував майно і їхав назавжди до міста. В 1925 році люди, що були доведені до відчаю, підпалили хату Н. П. Новохатньго, вбили першого комсомольця села Івана Лобаня, але це вже практично нічого не змінило.
- 1925 — реєстрація земельних громад: «Обирська», «Петрівська», «Брусилівська», «Юрковицька», «Новоселицька», «Друге земельне товариство».
- 1927 — у Гружчанській початковій школі створено піонерський загін.
- Кінець 20-х років XX століття — відкриття фельдшерського пункту.

1929 — земельні громади Грузького об'єдналися у колгосп «Серп і молот», який очолив Яків Григорович Новик. Під час колективізації почали переносити до села численні хутори. Їх мешканці, селяни-середняки, виступали проти і були вислані з України. Одноосібники О. Л. Азаренко, Я. В. Машовець та вчитель О. В. Коломієць за спротив колективізації були заарештовані й засуджені до тюремного покарання.
- 1930 — утворено школу-семирічку.
- 3.02. 1931-22.01. 1935 — територія Гружчанської сільської ради належала до Брусилівського району.
- 1932—1934 — на Старцевому Хуторі (Перекопі) діяв колгосп «Красний Перекоп», організований вчителем Петром Кожедубом, який до того навчав дітей з хутора у своїй хаті, бо до школи було далеко ходити. За свідченнями старожилів, під час Голодомору на хуторі ніхто не помер.
- 1932—1933 — голодомор. Через неврожай та величезний продовольчий податок в Грузькому померло 300 осіб (1/15 населення села). Були випадки навмисних вбивств та поховань заживо. Чверть села (керівники колгоспу, «актив», деякі заможні селяни) взагалі не голодували.
- 1934 — постанова про закриття церкви в ім'я Архістратига Михаїла і перебудування її під клуб.
- 1935 — відкрито десятирічну школу та піонерський клуб.
- 1936 — відкриття клубу в церковній будівлі. Там була зроблена сцена, відбувалися регулярні кіносеанси.
- 1937 — в Грузькому, як і в інших селах, шукають «ворогів народу». Ними стали: І. С. Цируль-Машовець, В. І. Яремчук — засуджені до розстрілу, колгоспники В. О. Левань, К. С. Чикал та одноосібники П. П. Хоменко, О. Л. Азаренко та інші — на різні строки тюремного ув'язнення.
- Кінець 30-х років XX століття — в селі з'явився радіоприймач.
- 1938 — колгосп «Серп і молот» за територіальним принципом розформовано на три окремі господарства: «Серп і молот», пізніше імені Молотова, що займав вулиці Петрівський Хутір, Слободу, Юрковицю, Стару Новоселицю і частину вулиці Обирської, «Нове життя», пізніше імені Любченка, пізніше імені Фрунзе, за яким були закріплені вулиці Нова Новоселиця і Перекоп та імені Ворошилова, до якого відносились вулиці Брусилівська та частина Обирської.
- Весна 1939 — з церковної будівлі зрізали куполи і зробили в її приміщенні колгоспну комору.
- Перші дні війни — будівництво біля села військового аеродрому, який було зруйновано в перші дні липня, під час відступу радянських військ.
- 8 липня 1941 — Грузьке окуповано німецько-нацистськими військами.

853 дні тривав окупаційний період. За цей час 12 чоловік мирного сільського населення були розстріляні окупантами і померли на примусових роботах в Німеччині. Всього ж на примусові роботи до Німеччини, Австрії та інших країн-завойовників було направлено понад 120 чоловік.
Під час окупації були зруйновані колгоспні будівлі, спалено понад 50 будинків селян, школу. Було розграбовано сільську бібліотеку, зруйновано приміщення піонерського клубу.
У приміщенні школи знаходилась грузецька комендатура. Комендант-мадяр, якого за руде волосся назвали «Соняшником», управляв, окрім Грузької, так званим «Грузецьким кущем»: Соснівкою, Веселою Слободою, Мар'янівкою, Козичанкою, Юрівкою, Вільним. Комендатура підпорядковувалась Брусилівській жандармерії, яку очолював німець Гофман.
Під час окупації було відновлено роботу церкви, у селі діяв осередок Організації Українських Націоналістів. Жителі села активно долучалися до партизанського руху. В навколишніх лісах діяли партизанські загони Григорія Кухаря та Григорія Обухівського.
- 9 листопада 1943 — Грузьке було відвойоване радянськими військами. Відновила роботу сільська рада. На братській могилі в селі поховано 175 радянських воїнів (з них ідентифіковано — 87). На фронтах Німецько-радянської війни загинуло близько 200 мешканців села.

До 25 грудня на захід від села проходила лінія фронту. Грузьке кілька разів переходило з рук у руки. В селі було розміщено далекобійну артилерію.
Багато жителів села нагороджені орденами та медалями за виявлений на фронті героїзм.
- Осінь 1945 — відновлено семирічну школу.
- 1946—1947 — повоєнний голод. За кількістю жертв у Грузькому його порівнюють із 1933 роком.
- 1946 — Відновлено бібліотеку, відкрито дільничну лікарню на 10 ліжок.
- 02. 02. 1950 — рішення № 167 виконкому Київської обласної ради про вилучення у Михайлівської релігійної громади села Грузького Бишівського району «клубного» приміщення і пропозиція підшукати для проведення богослужінь молитовний будинок.[11]
- 1953 — електрифікація і радіофікація села Грузького.
- 1954 — закриття церкви і відновлення в її стінах клубу. Богослужіння почали проводити у звичайній сільській хатині.
- 1958 — три існуючі на території села колгоспи з'єднали в один, що отримав назву «Комуніст». Голова колгоспу Яворський захистив дисертацію на гружчанському господарстві.
- 07.03. 1959 — після розформування Бишівського району, Гружчанську сільську раду зараховано до Макарівського району.
- 60-ті роки XX століття — відкрито щоденне автобусне сполучення з селом Бишів.
- 30.12. 1962 — утворено Фастівський район. Грузьке відійшло до нього.
- 12.12. 1966 — населені пункти колишнього Бишівського району було передано у Макарівський район. Відкрито автобусний маршрут «Грузьке-Макарів».
- 1967 — колгосп «Комуніст» перейменовано на «Прапор Комунізму».
- 1970 — до гружчанського колгоспу приєднано весело-слобідський колгосп імені Шевченка.

В «Історії міст і сіл Української РСР» про Грузьке початку 1970-х було подано таку інформацію:

| Грузьке — село, центр сільської Ради, розташоване за 28 км від районного центру. До найближчої залізничної станції Фастів — 30 км. Населення — 1554 чоловіка. У Грузькому — центральна садиба колгоспу «Прапор комунізму», який має 4200 га землі, у т. ч. 2800 та орної. Господарство спеціалізується на вирощуванні зернових, льону, картоплі, овочів і тваринництві м'ясо-молочного напряму. Розвинуте садівництво, птахівництво, бджільництво. У селі є середня школа, клуб, бібліотека; дільнична лікарня[12]. |
- 1971 — припинено проведення богослужінь.
- 1974 — почато будівництво комплексу з вирощування нетелів.
- 1975 — збудовано нове приміщення Будинку культури. Стару церковну будівлю назавжди зрівняно із землею.
- 24.05. 1976 — до Гружчанської сільської ради приєднано село Веселу Слободу.
- 1979 — до колгоспу «Прапор комунізму» приєднано козичанський колгосп імені Леніна.
- 1981 — на садибі колишнього колгоспу імені Фрунзе було відкрито підсобне господарство НВО «Електронприлад» під назвою «Гвардія». Воно працювало до середини 90-х років, коли його придбало місцеве КСП.
- 1985 — до Старцевого Хутора підведено гілку газопроводу.
- 1.09. 1986 — будинки двох нових вулиць: Івано-Франківської та Дружби Народів прийняли 220 переселенців із сіл Куповате та Городище, потерпілих від наслідків Чорнобильської катастрофи. До 18 березня 1993 року вони належали до окремої Куповатської сільської ради Чорнобильського району, яка знаходилася на території Грузького.
- 1987 — до села Козичанки із забрудненої зони евакуйовано колгосп імені Першого Травня. Його територія знову відділилася від гружчанського колгоспу.
- 1986—1990 — Споруджено нове приміщення школи, колгоспну їдальню, поліклініку, магазин «Верховина», основну частину вулиць Молодіжної та Авіаційної.
- 1989 — трудівники села вперше вибороли абсолютну першість по Макарівському району в галузі тваринництва.
- 1990 — відкрито автобусний маршрут «Грузьке-Київ» від АС «Дачна».

Початок 90-х років XX століття — Молодь зруйнувала місцевий пам'ятник В. Леніну.
- 1991 — Закриття осередків комсомолу та піонерської організації.
- Січень 1993 — розформовано колгосп «Прапор комунізму» і утворено на його базі КСП «Світанок».
- 1995 — за кошт КСП і добровільних пожертв селян збудовано нову Михайлівську православну церкву.
- Середина 90-х років XX століття — відкриття в Грузькому молитовного будинку християн-баптистів.
- 1998 — завершення газифікації села.

### 21 століття
У 2000 році, після розпаювання землі та аграрної реформи в Україні на базі КСП утворено ТОВ «Агрофірма „Світанок“».
21 листопада 2000 року в селі відбулася презентація книги Євгена Букета «Історія українського села. Грузьке».
В січні 2003 року в селі закрито Гружчанську дільничну лікарню.
29 липня 2003 року, другою в Макарівському районі, VI сесія XXIV скликання Гружчанської сільської ради затвердила символіку (герб та прапор) села Грузького за проектом Євгена Букета.
20 травня 2004 року в селі зареєстровано громадську організацію «Грузецьке земляцтво імені Івана Бондаренка» (діяльність припинено 17.10.2017).
28 квітня 2005 року відкрито будинок для проживання одиноких пристарілих громадян «Доглянута старість». В урочистостях взяв участь голова Макарівської райдержадміністрації О.Безугленко. Ремонт приміщення здійснений за рахунок місцевого бюджету і спонсорських внесків.
1 квітня 2023 року релігійна громада храму Святого Архістратига Михаїла ухвалила одностайне рішення перейти до складу Православної церкви України.

## Загиблі під часросійсько-української війни
- Давидчук Олександр Васильович (1966—2014) — український військовик, боєць батальйону територіальної оборони «Айдар» МО України. Загинув у ході війни на сході України поблизу містечка Лутугине.
- Трухан Олександр Миколайович (06.05.1985 — 07.12.2022)[16]

## Видатні люди
- Іван Бондаренко (?—8 серпня 1768) — ватажок гайдамацького загону, один із лідерів Коліївщини.
- Литвин Лука (1851—?) — лірник.
- Чмир Павло Іванович (1920—1986) — журналіст, поет.
- Кухарчук Микола Макарович (1934—2009) — професор НТУУ «КПІ», доктор фізико-математичних наук.
- Хоменко Микола Іванович (* 1945) — друкар, лауреат Шевченківської премії 1983 року.
- Каран Дмитро Борисович (* 1970) — український громадський діяч, кандидат історичних наук, заступник голови Синодального управління військового духовенства Православної церкви України по роботі з волонтерами, ветеранами та їхніми сім'ями.[17]
- Букет Олександр Іванович (* 1973) — український технолог-винахідник.
- Букет Євген Васильович (* 1981) — український краєзнавець, журналіст та громадський діяч. Головний редактор газети «Культура і життя». Член правління Національної Спілки краєзнавців України.

Вихідцями з села є офіцери радянської армії: генерал-лейтенант Микола Григорович Павленко, віце-адмірал Микола Дорофійович Машовець, полковники Федір Якович Середняк, Михайло Григорович Лобань, Володимир Демидович Корненко, Михайло Іванович Дяченко, брати Микола і Василь Спиридоновичі Новики.

## Галерея

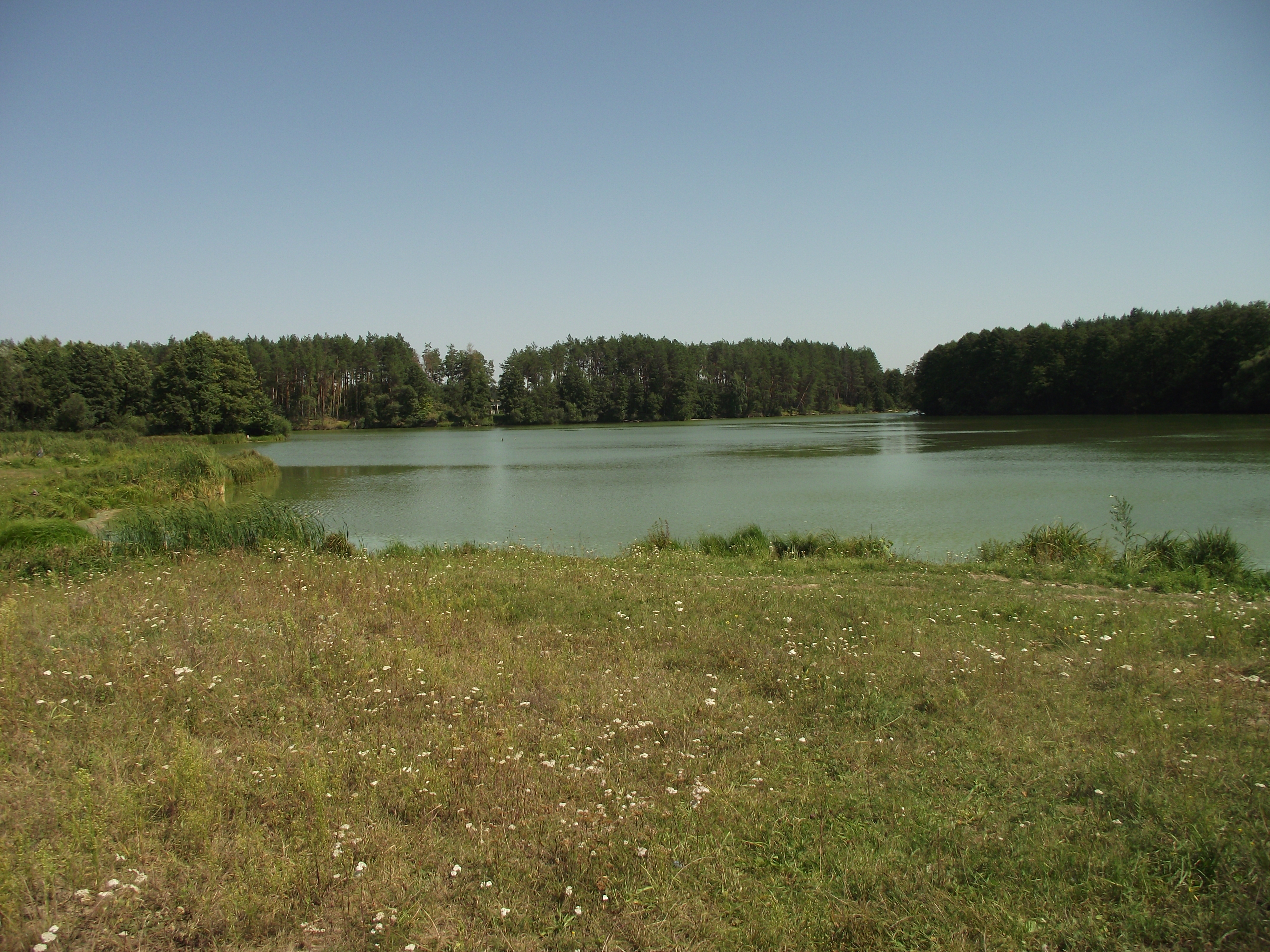
Ставок на річці Сивці
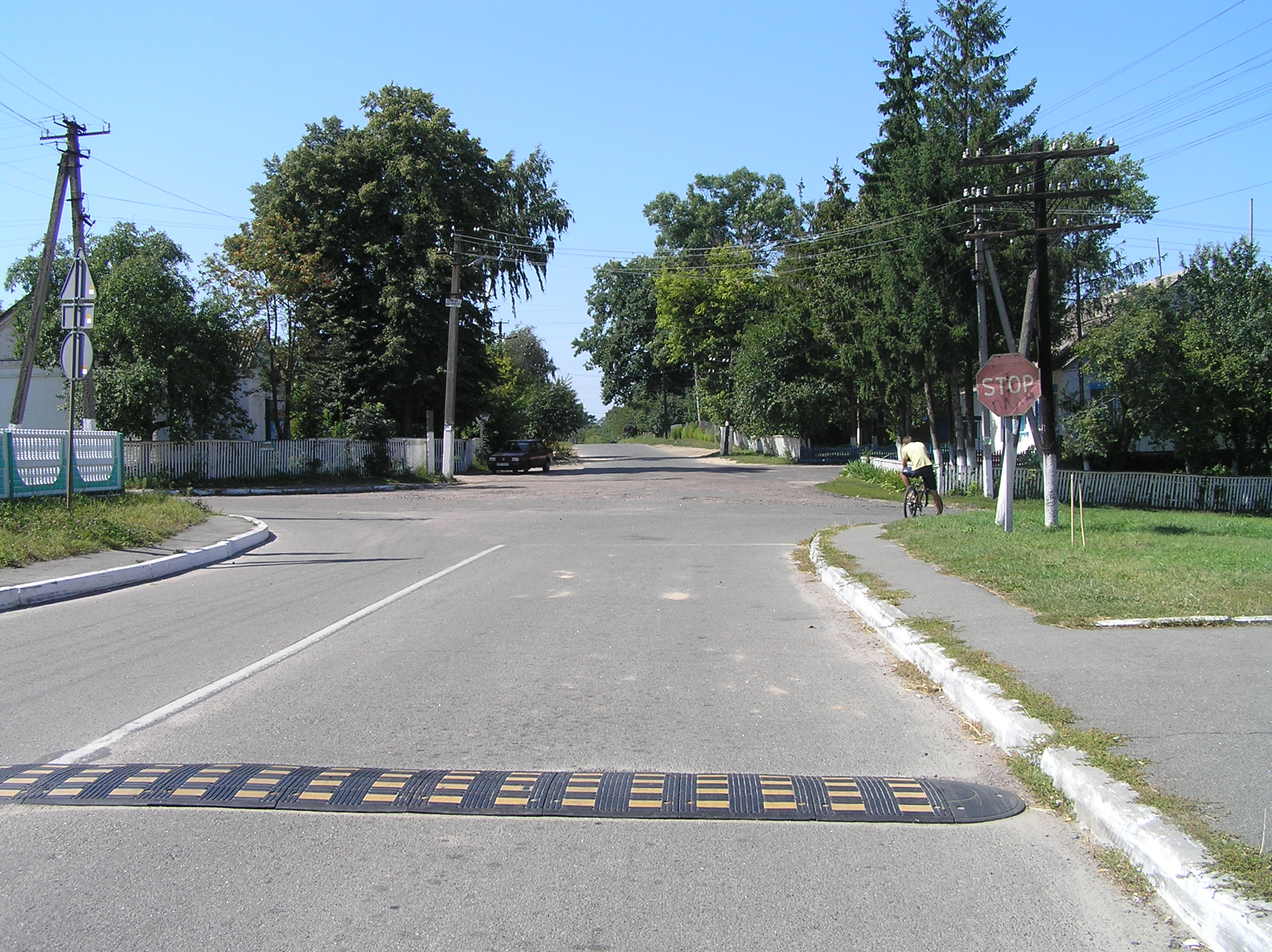
У центрі села
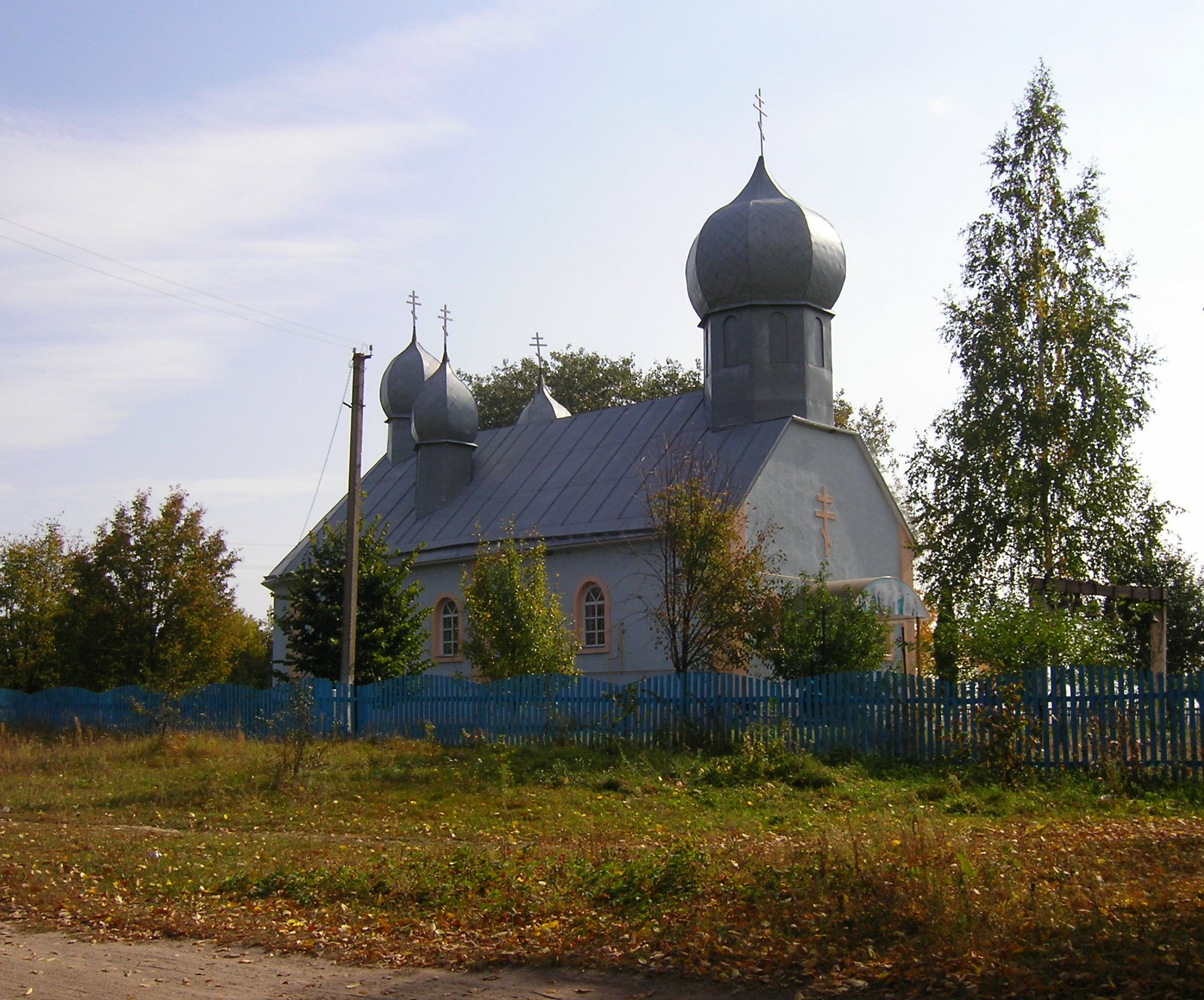
Михайлівська церква
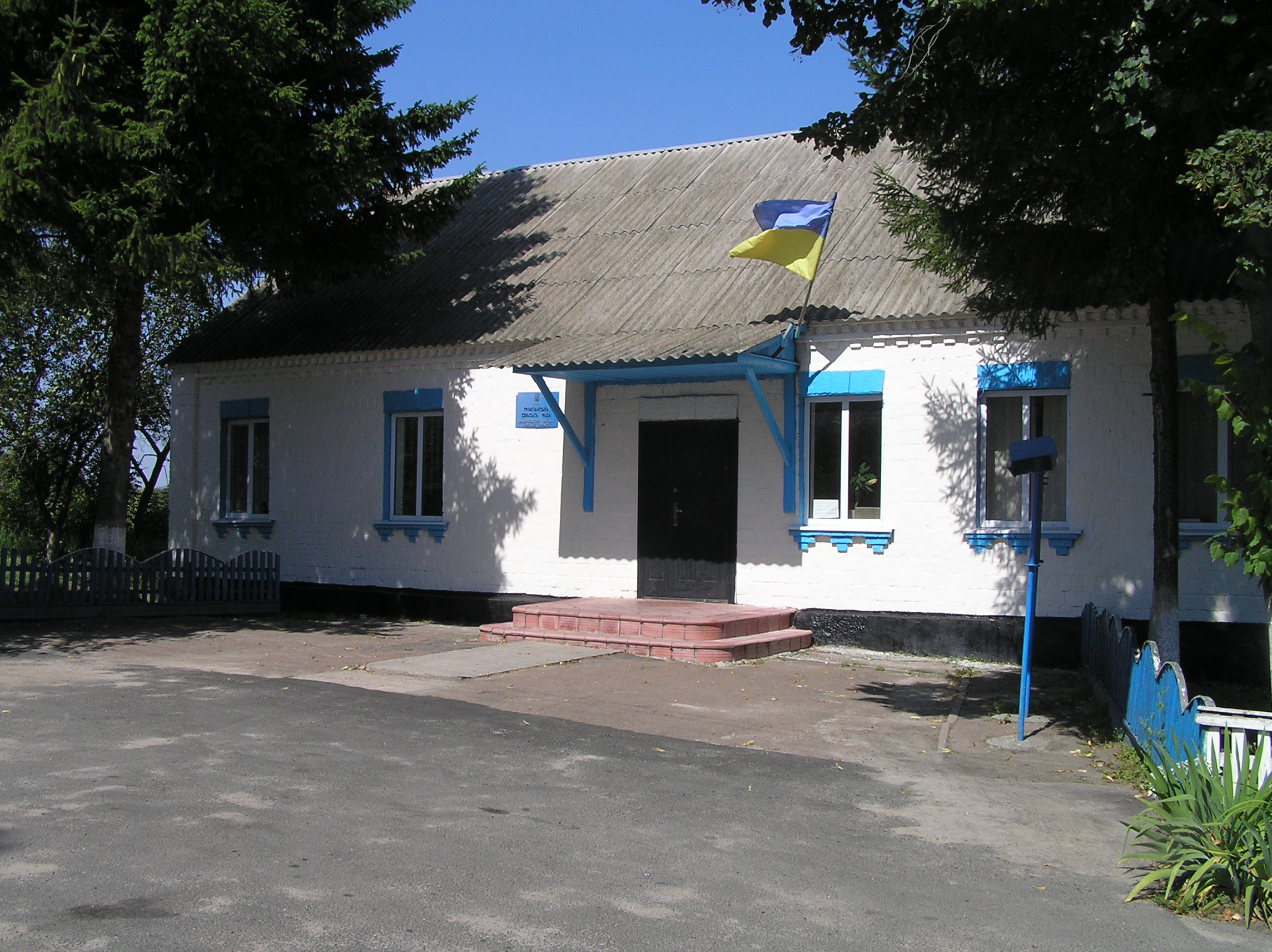
Сільська рада
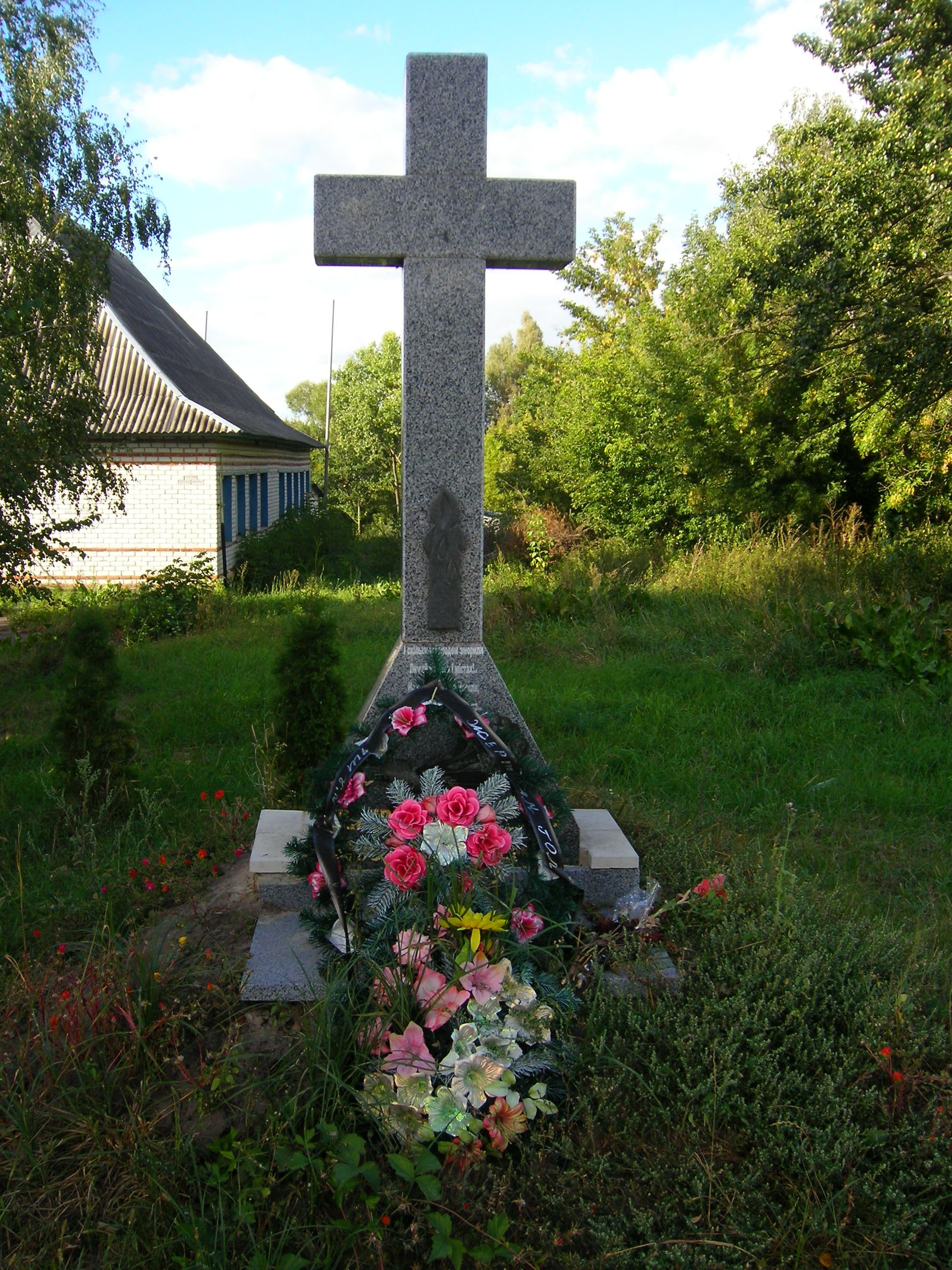
Пам'ятник жертвам Голодомору в Грузькому

## Вулиці села
- Брусилівська — перша вулиця села. Виникла на Брусилівському торговому шляху
- Обирська — дорога до урочища Обирки
- Зарічна (Юрковиця)[18] — назву вулиці, імовірно, дало гучне юркотіння води неподалік
- Шевченка (Слобода) — на сільських Слободах після 1861 року оселяються вільні селяни
- Слобідський провулок (Козаківщина) — першими поселенцями були козаки
- Обирська (Хулапівщина, Казанківщина) — від прізвища перших поселенців
- Берегова (Берег, Хоменків куток) — за легендою, у березняку на березі Сиївки Д. Фрейґанґ селила кріпаків і примусово давала їм прізвище Березовий
- Берегова ((Стара) Новоселиця) — відносно нова вулиця. Виникла у 90-х роках XIX століття. Першим оселився Петро Середняк-Козак
- Новоселиця (Нова Новоселиця) — першими оселились Куліченко Роман та Новик Григорій в 1907 році
- Новоселиця + Авіаційна (Козакова вулиця) — першим оселився Ничипір Середняк-Козак в 1907 році
- Київська (Старців Хутір, Герой Перекоп) — хутір виник на початку 20-х років XX століття. Походження назви Герой Перекоп точно невідоме. Можливо, воно пов'язане з Перекопсько-червоноармійською операцією генерала Фрунзе 1918 року проти денікінців або походить від урочища Перекопаного. Є перекази, що наприкінці XIX століття на цій землі жили старці (жебраки), які шукали милостині чи роботи на німецькій колонії Паулинівці, що була неподалік, хоча є й інші версії походження назви Старців Хутір
- Світанкова (Петрівський Хутір) — виник у 1924 році на місці панської пасіки. Першим оселився Марко Ткаченко. Назва — на честь комуніста Г. І. Петровського
- Шевченка (Шпаків хутір) — виник у 20-ті роки. Першим оселився Макар Кухарчук — «Шпак».
- Світанкова (Загороди) — вулиця виникла на межі між городами жителів Юрковиці та Петрівського Хутора
- Українських Героїв (до 2024 — Дружби народів)
- Івано-Франківська
- Молодіжна
- Копилова вулиця, нині — переїзд з Берега на Юрковицю. Там жив Микита Машовець (Копил)
- Форичева вулиця, нині — переїзд з Брусилівської на Обирську і далі аж до дубини. Назва походить теж від прізвиська її колишнього мешканця
- Ціпінюкова вуличка, нині — переїзд зі Старої Новоселиці на Юрковицю. Там була лише одна хата, тому постійної назви вона так і не мала
- Ганова вулиця — вулиця в центрі села біля території школи.

У січні 2002 року, у відповідь на пропозицію ВУТ «Просвіта» імені Тараса Шевченка збори селян ухвалили рішення про повернення історичних назв вулицям села, проте рішення громади тоді було проігнороване сільською радою.
Відповідно до Закону України від 09.04.2015 року № 317-УІІІ «Про засудження комуністичного та націонал-соціалістичного (нацистського) тоталітарних режимів в Україні та заборону пропаганди їхньої символіки» 20 листопада 2015 року Гружчанська сільська рада ухвалила рішення (№ 12-02- VIІ) перейменувати назви вулиць в селі Грузькому, а саме: «Леніна» на «Брусилівська», «Пролетарська» на «Обирська», «Червоноармійська» на «Берегова», «Фрунзе» на «Новоселиця», «Піонерська» на «Шевченка», провулок «Піонерський» на провулок «Слобідський».
Згідно з Рішенням Бишівської сільської ради № 783-43-VIII від 22 квітня 2024 року «Про перейменування вулиць і провулків населених пунктів Бишівської сільської територіальної громади» з метою забезпечення виконання вимог Законів України «Про засудження комуністичного та націонал-соціалістичного (нацистського) тоталітарних режимів в Україні та заборону пропаганди їхньої символіки», «Про засудження та заборону пропаганди російської імперської політики в Україні і деколонізацію топонімії» в Грузькому було перейменовано вулицю Ватутіна на Світанкову, а вулицю Дружби на Українських Героїв.

## Джерело «Криничка»
«Криничка» — лікувальне джерело в урочищі Пилипонському, що входить до числа природно-історичних святинь Київщини і потребує заповідання.
Наприкінці XIX століття за наказом пана Михайла Бетулинського біля кринички в урочищі Пилипонському, де було видіння Богородиці, встановлено позолочений хрест і побудовано каплицю. Згодом там посадили фруктовий сад, місцину навколо обгородили. Богослужіння біля кринички проводилися на дев'яту й десяту неділі після Великодня до кінця 30-х років XX століття.
Ікону Богородиці у воді Пилипонської криниці бачили ще кілька разів по тому. Гружчанці кажуть, що востаннє вона з'явилася 1986 року, в переддень Чорнобильської катастрофи.
У 1999 році групою місцевих ентузіастів біля кринички було встановлено дерев'яного хреста, який виготовив спеціально для цього святого місця народний майстер з села Комарівки Стефан Борук.
Джерелом нині опікується релігійна громада Михайлівської церкви с. Грузького.

## Населення[22]
| Рік  | Кількість мешканців | Примітки                                                                              |
| ---- | ------------------- | ------------------------------------------------------------------------------------- |
| 1809 | 944                 | 118 дворів                                                                            |
| 1829 | 1321                | 167 дворів                                                                            |
| 1847 | 1464                | 184 двори                                                                             |
| 1852 | 1215                | З них католиків 10 осіб                                                               |
| 1857 | 1195                | З них католиків 15 осіб                                                               |
| 1863 | 1260                |                                                                                       |
| 1867 | 1128                | З них: католиків 12 осіб, євреїв — 12 осіб.                                           |
| 1887 | 1929                | З них: військових 245 осіб, міщан — 14, протестантів — 6, католиків — 5, євреїв — 83. |
| 1900 | 2449                |                                                                                       |
| 1912 | 3215                |                                                                                       |
| 1918 | 3552                |                                                                                       |
| 1924 | 3314                | 767 дворів                                                                            |
| 1966 | 1554                |                                                                                       |
| 1968 | 1806                |                                                                                       |
| 1988 | 1128                | Разом із переселенцями із зони відчуження                                             |
| 1997 | 1150                |                                                                                       |
| 1998 | 1100                |                                                                                       |
| 1999 | 1156                |                                                                                       |
| 2000 | 1132                | 822 двори                                                                             |
| 2013 | 862                 |                                                                                       |

## Фольклор
Збереженню традиційного фольклору в Грузькому завдячують учасникам фольклорного колективу «Живиця», заснованого в жовтні 1975 року. На початку 1990-х років у селі відродилося масове відзначення народних свят, ініціаторами якого виступили також учасники колективу «Живиця».
У 1994 році в Грузькому етномузиколог Ганна Коропніченко проводила запис пісень правобережної Київщини. У музичному фольклорі знайдено риси, притаманні поліській, подільській і подніпровській традиціям. На початку 2001 року у світ вийшов компакт-диск «Ой, як же було ізпрежди віка — традиційні пісні Правобережної Київщини» із цими записами. Серед них — колядка «Ой як же було ізпрежди віка», що набула значного поширення завдяки її обробкам.

### Пісні про село
Гімн села Грузького
Автор Лідія Бабенко
У Макарівськім краї
Поля, мов водограї,
Із вишневих садів
виглядає Грузьке.
Люди щирі, привітні,
Хлібом-сіллю зустрінуть,
Заведуть до господи,
Розпитають про все.

У Грузькому дівчата
Пахнуть краще, ніж м'ята,
Ну а хлопці неначе
Чорнобривці цвітуть.
Тут безмежні простори,
І пташинії хори
У гаях прибережних
Свою пісню ведуть.

Жартівливі, веселі,
До роботи завзяті,
Обробляють земельку
Від зорі до зорі.
Ці завзяті гружчанці
Завжди скрізь устигають,
Щоб святий хліб лежав
Щодня в них на столі.

Та прийшов тихий вечір,
Ліг Грузькому на плечі,
І від важкої праці
Засинає село.
В клубі пісня поллється,
Над ставком розіллється,
То відлуння Живиці
Пливе над селом…
Пісня про рідне село
Автор Анатолій Букет
І
Коли їдеш по дорозі,
З Козичанки виїжджа,
А Весела Слобода по лівий бік,
Ти побачиш за пригірком,
Що без краю, без кінця,
Білі хатки не тускніють
Цілий рік.
Новоселиця, як струнка,
Паралельно їй Франка,
А Петрівський хуторець
Як по прямій,
Є такі, як та Обирська,
Де жив старий Кузьма,
Коли дощ, то не побачиш ліхтарів.
Приспів:
Ой, Грузька, село велике,
Рідне ти моє село,
Де б я не блукав по світу,
Рідніше тебе не було.
 ІІ
Взимку підійдіть до клубу,
Що побачите ви там ? —
Одні хлопці, серед них одне дівча.
Так до березня триває,
Поки сніг лежить в кущах
І по вулицях всі ловлять сторчака.
Та ось літечко приходить,
З ним приходять і жнива,
Усі хлопці на роботі у полях.
Підійдіть в обідню пору
На ставок скупатися —
Да менше дівок
Біля моря на пляжах.
Приспів.